# Joseph McCarthy
Joseph Raymond McCarthy (14. november 1908 – 2. maj 1957) var en amerikansk politiker og advokat, som i perioden 1947 og frem til sin død i 1957 var republikansk senator for delstaten Wisconsin. McCarthy var fra 1950 frontfiguren for en bevægelse i USA, der udtrykte og nærede dyb frygt mod kommunismen og udbredelsen af denne ideologi. Han var her særligt kendt for at have hævdet, at adskillige kommunister, sovjetiske spioner og andre kommunistiske sympatisører havde infiltreret USAs føderale regering, universiteter, filmindustri m.m.
McCarthy var i denne forbindelse særlig berygtet for at anvende smædetaktiker og -kampagner, hvor han offentligt forsøgte at skade andre personers omdømme og ry som følge af direkte beskyldninger om, at disse på en eller anden vis sympatiserede med Sovjet eller kommunisterne. Anvendelsen af disse smædetaktikker medførte, at Senatet d. 2. december 1954, med stemmerne 67–22, vedtog en formel erklæring, som fordømte McCarthy (på engelsk kaldes denne procedure: "censured"). Erklæringen, som også fik støtte fra flere af de republikanske senatorer, gør McCarthy til en af få senatorer i USAs historie, der er blevet disciplineret på denne måde af Senatet.
Termen McCarthyisme har sin oprindelse i 1950'erne og var en direkte reference til den praksis og taktik McCarthy gjorde brug af for at fremme anti-kommunistiske aktiviteter. I dag bruges termen dog mere bredt i forhold til alle former for demagogiske, hensynsløse og ubegrundede beskyldninger.

## Baggrund og uddannelse
McCarthy blev født i 1908 på en gård i Grand Chute, Wisconsin, som den femte af ni børn. Hans mor, Bridget McCarthy (født Tierney), var fra County Tipperary, Irland. Hans far, Timothy McCarthy, blev født i USA, søn af en irsk far og en tysk mor. McCarthy droppede ud af ungdomsskolen i en alder af 14 for at hjælpe sine forældre med at styre deres gård. Han gik ind på Little Wolf High School i Manawa, Wisconsin, da han var 20 og dimitterede på et år.
Han gik på Marquette University fra 1930 til 1935. McCarthy arbejdede sig gennem college, studerede først elektroteknik i to år, derefter jura og modtog en Bachelor of Laws grad i 1935 fra Marquette University Law skole i Milwaukee.

## Karriere
McCarthy kom ind i Marine Corps i 1942, hvor han tjente som efterretningstjeneste briefingofficer for en dive bombefly eskadron. Efter afslutningen af Anden Verdenskrig opnåede han rang af major. Han meldte sig frivilligt til at flyve tolv kampmissioner som skytsobservatør. Disse missioner var generelt sikre, og efter en, hvor han fik lov til at skyde så meget ammunition, som han ville, hovedsageligt på kokosnøddetræer, fik han tilnavnet "Tail-Gunner Joe". Nogle af hans påstande om heltemod viste sig senere at være overdrevne eller forfalskede, hvilket fik mange af hans kritikere til at bruge "Tail-Gunner Joe" som et udtryk for hån.

## Senator og anti-kommunist
McCarthy stillede med succes op til det amerikanske senat i 1946 og besejrede Robert M. La Follette Jr. Efter tre stort set ubemærkede år i senatet, steg McCarthy pludselig til national berømmelse i februar 1950, da han i en tale hævdede, at han havde en liste over "medlemmer af det kommunistiske parti og medlemmer af en spionring", som var ansat i State Department. I de efterfølgende år efter hans tale fra 1950 fremsatte McCarthy yderligere beskyldninger om kommunistisk infiltration i udenrigsministeriet, administrationen af præsident Harry S. Truman, Voice of America og U.S. hæren. Han brugte også forskellige anklager om kommunisme, kommunistiske sympatier, illoyalitet eller seksualforbrydelser til at angribe en række politikere og andre individer i og uden for regeringen. Dette inkluderede en samtidig "Lavender Scare" mod mistænkte homoseksuelle; da homoseksualitet var forbudt ved lov på det tidspunkt, blev det også opfattet at øge en persons risiko for afpresning.

### Hæren contra McCarthy-høringerne
Tidligt i 1954 anklagede den amerikanske hær McCarthy og hans chefadvokat, Roy Cohn, for uretmæssigt at have presset hæren til at give en favorabel behandling til G. David Schine, en tidligere medhjælper for McCarthy og en ven af Cohn, som dengang tjente i hæren som menig. McCarthy hævdede, at anklagen var fremsat i ond tro, som gengældelse for hans afhøring af Zwicker det foregående år. Senatets Permanente Underudvalg for Undersøgelser, normalt ledet af McCarthy selv, fik til opgave at dømme disse modstridende anklager. Den republikanske senator Karl Mundt blev udpeget til at være formand for udvalget, og Army–McCarthy-høringerne indkaldtes den 22. april 1954.
Hæren rådførte sig med en advokat, der var bekendt med McCarthy, for at bestemme den bedste tilgang til at angribe ham. Baseret på hans anbefaling besluttede den ikke at forfølge McCarthy i spørgsmålet om kommunister i regeringen: "Advokaten føler, at det er næsten umuligt at imødegå McCarthy effektivt i spørgsmålet om at smide kommunister ud af regeringen, fordi han generelt har et grundlag, uanset hvor ringe det måtte være, for sin påstand om kommunistiske forbindelser."
Høringerne varede i 36 dage og blev sendt på live-tv af ABC og DuMont, med anslået 20 millioner seere. Efter at have hørt 32 vidner og to millioner ord fra vidneudsagn konkluderede udvalget, at McCarthy ikke selv havde udøvet nogen uretmæssig indflydelse på Schines vegne, men at Cohn havde engageret sig i "unødigt vedholdende eller aggressive bestræbelser". Komiteen konkluderede også, at hærsekretær Robert Stevens og hæradvokat John Adams "anstrengte sig for at afslutte eller påvirke efterforskningen og høringerne i Fort Monmouth", og at Adams "gjorde en energisk og flittig indsats" for at blokere stævninger for medlemmer af hærens loyalitet og Screening Board "ved hjælp af personlig appel til visse medlemmer af [McCarthy]-udvalget".
Af langt større betydning for McCarthy end udvalgets uendelige endelige rapport var den negative effekt, som den omfattende eksponering havde på hans popularitet. Mange blandt tilhørerne så ham som en der mobbede, var hensynsløs og uærlig, og dagbladenes referater af høringerne var også ofte uden sympati for McCarthy.
Sent i høringerne fremsatte senator Stuart Symington en vred og profetisk bemærkning til McCarthy. Efter at have fået at vide af McCarthy, at "Du narrer ikke nogen", svarede Symington: "Senator, det amerikanske folk har set på dig nu i seks uger; du narrer heller ikke nogen."

## Nedtur
Efter de såkaldte Army–McCarthy-høringer i 1954 og efter Wyoming-senatoren Lester C. Hunts selvmord samme år, mindskedes McCarthys støtte og popularitet. Den 2. december 1954 stemte Senatet for censur mod Senator McCarthy med stemmerne 67-22, hvilket gjorde ham til en af de få senatorer, der nogensinde er blevet disciplineret på denne måde. Han fortsatte med at tale imod kommunisme og socialisme indtil sin død i en alder af 48 år på Bethesda Naval Hospital i Bethesda, Maryland, den 2. maj 1957. Hans dødsattest angav årsagen dødsfald som "Hepatitis, akut, årsag ukendt". Læger havde ikke tidligere rapporteret ham til være i kritisk tilstand. Muligvis var den tidlige død forårsaget eller forværret af alkoholisme.
McCarthy er den sidste republikaner, der har afholdt eller vundet valg til et sæde i Wisconsins klasse I Senat.